# Душан Томашевић Ћирко
Душан Томашевић Ћирко (Велика Жупа код Пријепоља, 28. јануар 1920 — Плужине, 22. август 1944) био је учесник Народноослободилачке борбе и народни херој Југославије.

## Биографија
Рођен је 28. јануара 1920. године у селу Велика Жупа, код Пријепоља. Основну школу и гимназију је завршио у родном селу, а нижу гимназију у Пријепољу. Вишу гимназију је похађао у Пљевљима, али је марта 1939. године искључен (без права уписа на две године) из школе због учешћа у штрајку ученика пљеваљске гимназије.
Потом се вратио у родно село и до почетка Другог светског рата се бавио земљорадњом.
Члан Комунистичке партије Југославије (КПЈ) је од 1940. године.
Учесник Народноослободилачке борбе је од 1941. године. Био је члан Обласног комитета КПЈ за Санџак, а касније секретар Среског комитета КПЈ за Милешевски срез. Током читавог рата деловао је као политички радник - у позадини, на ослобођеној територији или на окупираној територији, иза леђа окупатору. Обилазио је села и пропагирао идеје Народноослободилачког покрета.
Погинуо је 22. августа 1944. године у близини села Сељана, код Плужина у Пиви, током борби вођених у склопу Дурмиторске операције.
Указом Президијума Народне скупштине ФНР Југославије 182/51 21. децембра 1951, проглашен је за народног хероја.
Основна школа у Виницкој код Пријепоља носи његово име.

## Песништво
Душан Томашевић Ћирко, се писањем песама почео бавити још као ученик гимназије. А током Народноослободилачког рата почео је да пише револуционарне песаме, које су биле у народном духу. Пошто је велики број становништва Санџака био неписмен, песме које су биле у народном духу, су биле веома популарне. Душан је у њима опевао окупљање народних маса, позив на устанак, герилско ратовање, локалне борбе и др. Такође његове песме су штампане и умножаване и дељене као пропагандни материјал. Многе његове песме остале су заувек изгубљене, а већину њих је сачувао Душанов саборац Драго Стиковић (брат народног хероја Милосава Стиковића). Од битнијих песама истичу се „Кличе вила са Камене Горе“, „Мали Слободан“, „Врабац“ и др.

## Породица
Читава ужа и шира пордица Душана Томашевића учествовала је у Народноослободилачкој борби. Године 1941. у Милешевској партизанској чети било је десет Томашевића - од којих је шест погинуло, а четворица су носиоци Партизанске споменице 1941. Душанов отац Владислав, стрељан је од Немаца 14. маја 1944; мајка Љубица је умрла у лето 1944. од последица мучења у четничком затвору; млађи брат Милан, погинуо је 17. новембра 1943. године као борац Треће санџачке пролетерске ударне бригаде. Душан је заједно, са члановима своје породице, сахрањен у породичној гробници на гробљу у Великој Жупи, заселак Старо.